# Mara Navarria
Mara Navarria (née le 18 juillet 1985 à Udine) est une escrimeuse italienne, spécialiste de l'épée.

## Biographie
Faisant partie du Centro Sportivo Esercito (Armée de terre), Mara Navarria atteint en 2010 la finale des Championnats d'Europe à Leipzig où elle obtient l'argent. Elle se qualifie, en individuel et par équipes, pour les Jeux olympiques de Londres 2012.
Elle remporte l'épreuve individuelle lors des Championnats du monde d'escrime 2018 à Wuxi en même temps que la coupe du monde, alors qu'elle n'avait jamais fait mieux que 7e en individuel.
Battue en finale par la Française Alexandra Louis-Marie, Navarria remporte la médaille d'argent en individuel aux championnats d'Europe 2023 à Plovdiv.
Elle est médaillée de bronze par équipes aux Jeux européens de 2023 à Cracovie, qui font office de championnats d'Europe par équipes.

## Palmarès
- Jeux olympiques
  -  Médaille d'or par équipes aux Jeux olympiques 2024 à Paris
  -  Médaille de bronze par équipes aux Jeux olympiques 2020 à Tokyo

- Championnats du monde
  -  Médaille d'or individuel aux championnats du monde 2018 à Wuxi
  -  Médaille d'argent par équipes aux championnats du monde 2022 au Caire
  -  Médaille d'argent par équipes aux championnats du monde 2023 à Milan
  -  Médaille de bronze par équipes aux championnats du monde 2011 à Catane
  -  Médaille de bronze par équipes aux championnats du monde 2014 à Kazan
  -  Médaille de bronze par équipes aux championnats du monde 2019 à Budapest
  -  Médaille de bronze individuel aux championnats du monde 2023 à Milan

- Championnats d'Europe
  -  Médaille d'or par équipes aux championnats d'Europe 2024 à Bâle
  -  Médaille d'argent par équipes aux championnats d'Europe 2010 à Leipzig
  -  Médaille d'argent par équipes aux championnats d'Europe 2022 à Antalya
  -  Médaille de bronze par équipes aux championnats d'Europe 2014 à Strasbourg
  -  Médaille de bronze par équipes aux championnats d'Europe 2015 à Montreux
  -  Médaille de bronze par équipes aux championnats d'Europe 2019 à Düsseldorf
  -  Médaille de bronze individuel aux championnats d'Europe 2022 à Antalya

- Jeux européens
  -  Médaille de bronze par équipes aux Jeux européens 2023 à Cracovie